# 13 février 1994
Le dimanche 13 février 1994 est le 44e jour de l'année 1994.

## Naissances
- Özkan Baltacı, athlète turc
- Axel Reymond, nageur français
- Chang Xinyue, skieuse chinoise
- Daniel Dixon, joueur américain de basket-ball
- Danzell Gravenberch, joueur néerlandais de football
- Gregor Sikošek, joueur international slovène de football
- Hugo Hofstetter, coureur cycliste français
- Juan del Carmen Cámara, joueur espagnol de football
- Matteo Serafini, joueur italien de football
- Memphis Depay, joueur néerlandais de football
- Nikola Janković, joueur serbe de basket-ball
- Patryk Dobek, athlète polonais

## Décès
- Farjallah Haïk (né en 1907), écrivain libanais
- Lu Chakwan (né le 17 juin 1906), artiste-peintre d'origine chinoise
- Raymond Mauny (né en 1912), historien français
- Robert Sherrod (né le 8 février 1909), rédacteur en chef et auteur américain

## Événements
- Découverte des astéroïdes (10147) Mizugatsuka et  (6423) Harunasan
- Début de la Copa Libertadores de 1994
- Fin de Masters de snooker de 1994
- NBA All-Star Game de 1994
- Début des épreuves de patinage artistique aux Jeux olympiques de 1994
- Début des épreuves de patinage de vitesse aux Jeux olympiques de 1994
- Fin du Tournoi d'Osaka 1994